# MQ Libelle

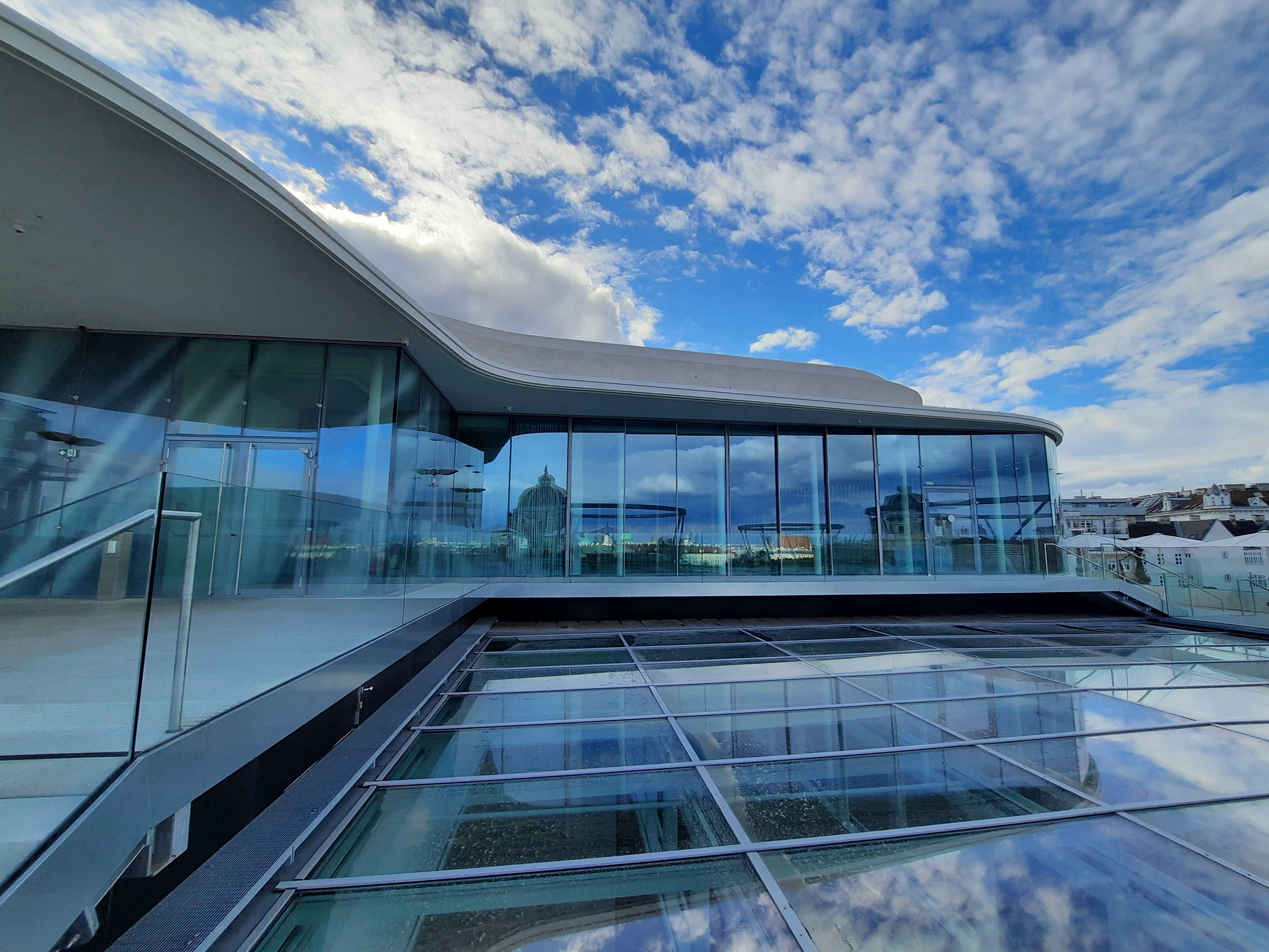
Die MQ-Libelle von Laurids und Manfred Ortner auf dem Dach des Leopold Museums

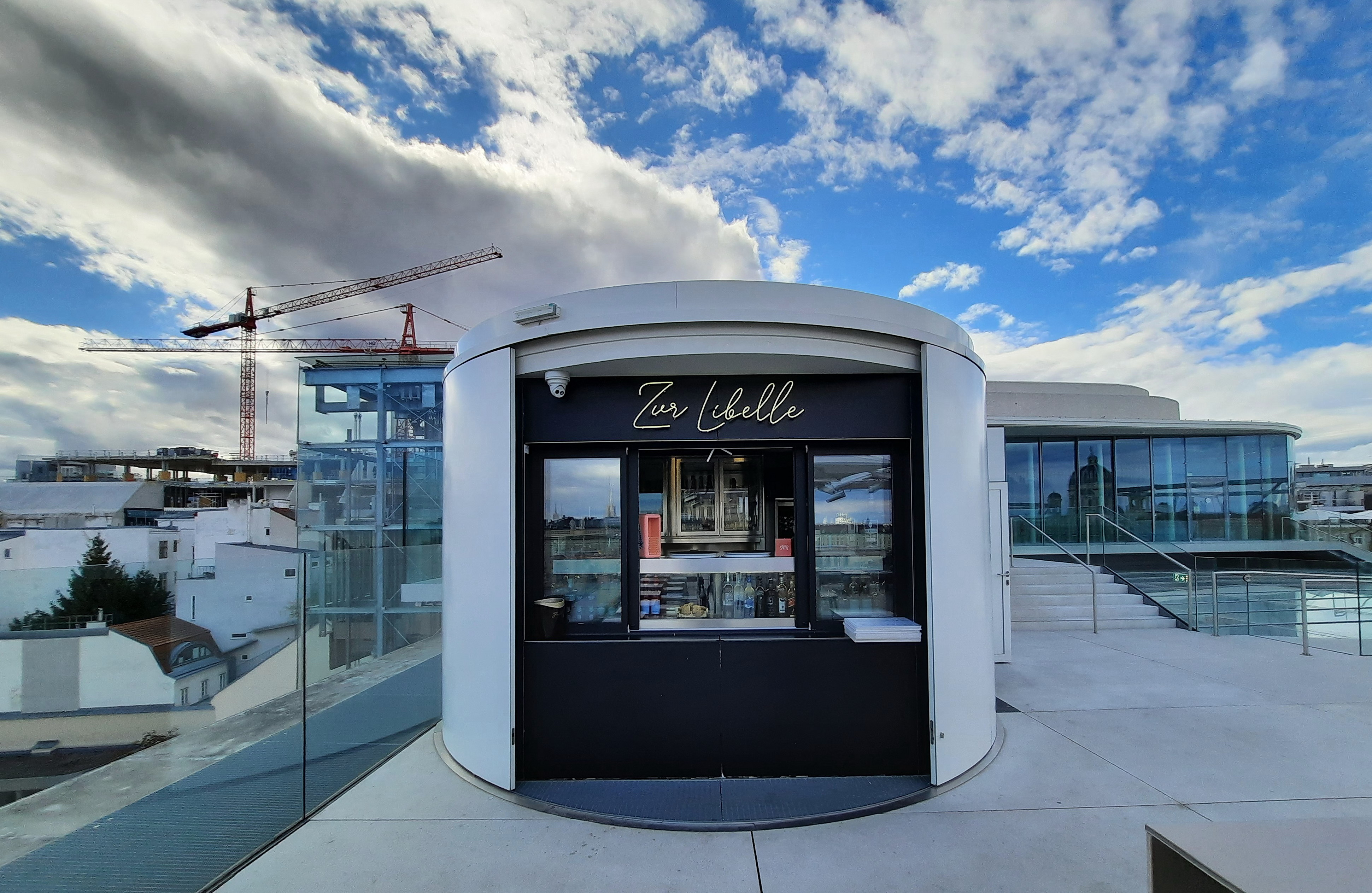
Gastro-Kiosk vor der MQ-Libelle

Die MQ Libelle auf dem Dach des Leopold Museums im MuseumsQuartier Wien ist ein im Jahr 2020 fertiggestelltes Baukunstwerk der Architekten Laurids Ortner und Manfred Ortner (O&O Baukunst) mit permanenten künstlerischen Interventionen von Brigitte Kowanz und Eva Schlegel. Sie ist über zwei Lifte auf der Außenseite des Leopold Museums erreichbar und für alle kostenlos zugänglich. Auf der Terrasse gibt es einen Gastro-Kiosk mit Gastgarten. Mit der MQ Libelle wurde das im Jahr 2001 eröffnete MuseumsQuartier erstmals räumlich erweitert. Die MQ Libelle ist eine Kulturfläche, Aussichtsplattform, Verweilort für Besucher des MuseumsQuartiers Wien und Veranstaltungsort.

## Architektur und Kunst

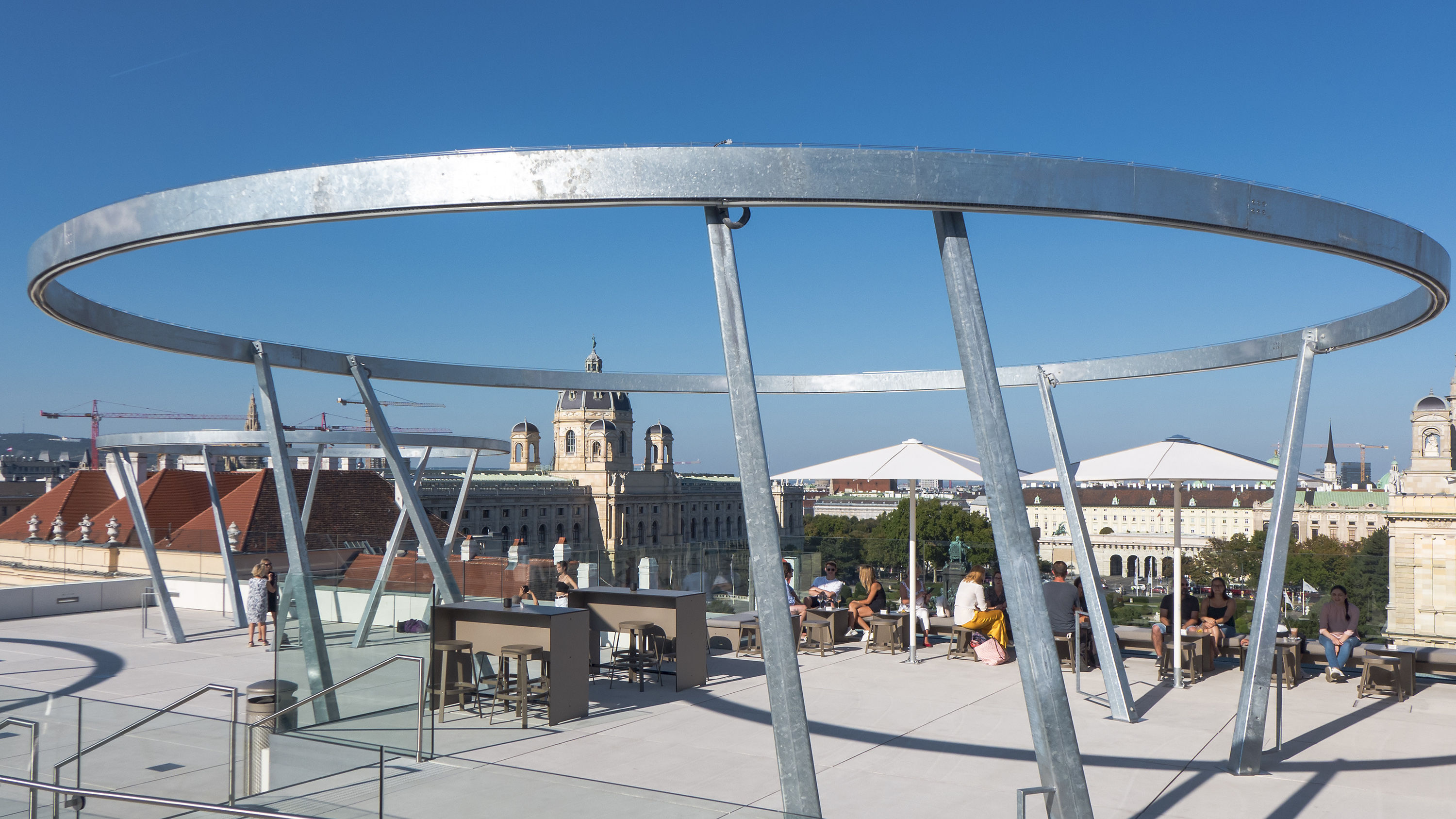
„Lichtkreis“ von Brigitte Kowanz, hinten das Naturhistorische Museum

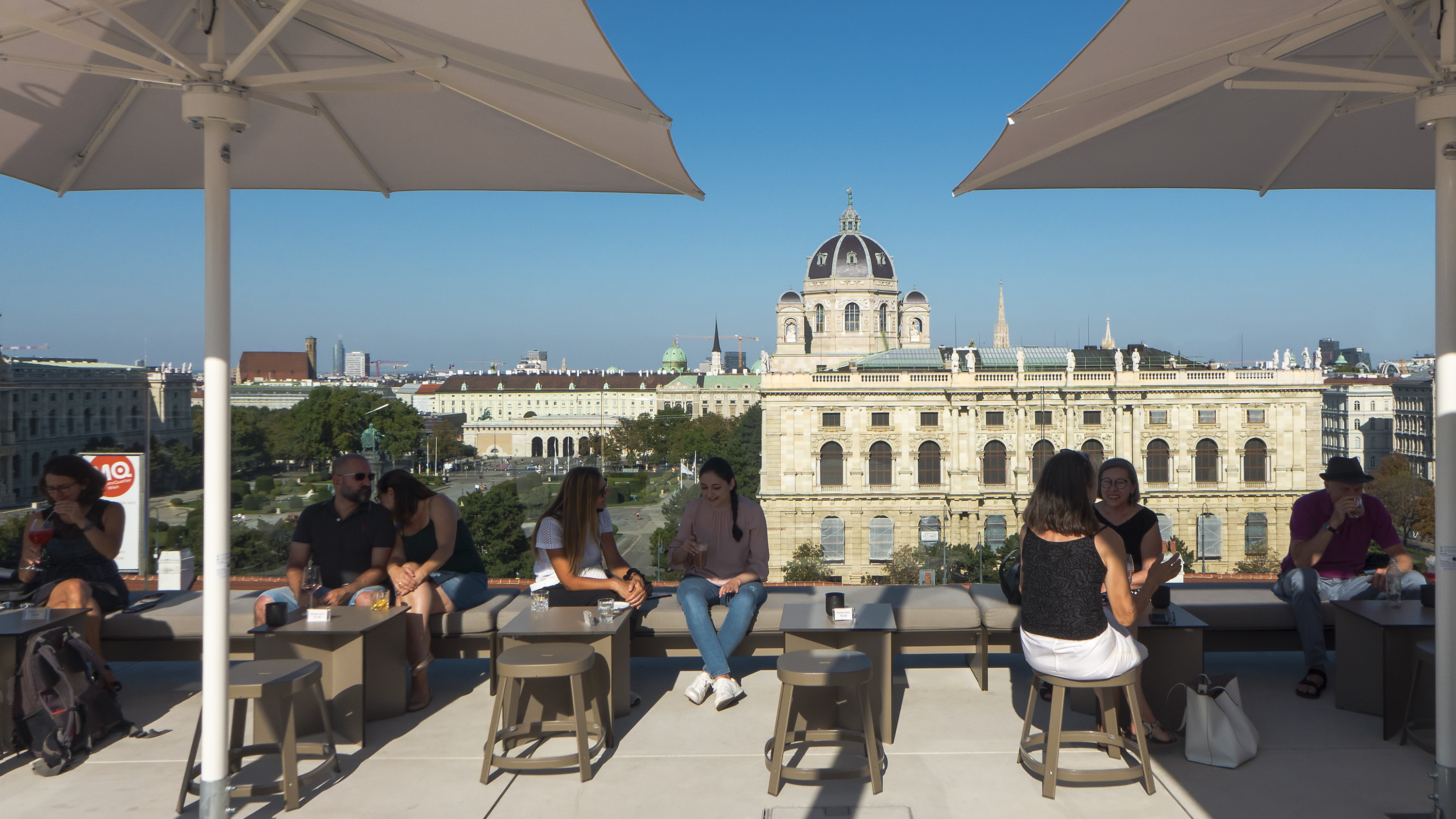
Gastronomie-Bereich, hinten das Kunsthistorische Museum

Die MQ Libelle, ein „hauptsächlich aus Stahl und Glas bestehender Pavillon als Kontrast zu den bestehenden Museumsbauten“ wurde von den Architekten Laurids und Manfred Ortner geplant, die bereits für die 2001 eröffneten Neubauten im MuseumsQuartier Wien (Leopold Museum, mumok, Kunsthalle Wien) verantwortlich zeichneten. Aus der ursprünglichen Idee eines einfachen Aufbaus auf dem Leopold Museum im Jahr 2007 entwickelten die Architekten Ortner & Ortner über mehrere Konzeptionsphasen hinweg einen Entwurf, der als Projekt der MuseumsQuartier Errichtungs- und Betriebsgesellschaft von Direktor Christian Strasser umgesetzt wurde. Die Bezeichnung Libelle wählten die Architekten aufgrund der Situierung auf dem Dach des Leopold Museums und der als luftig, leicht und schwebend anmutenden Architektur.

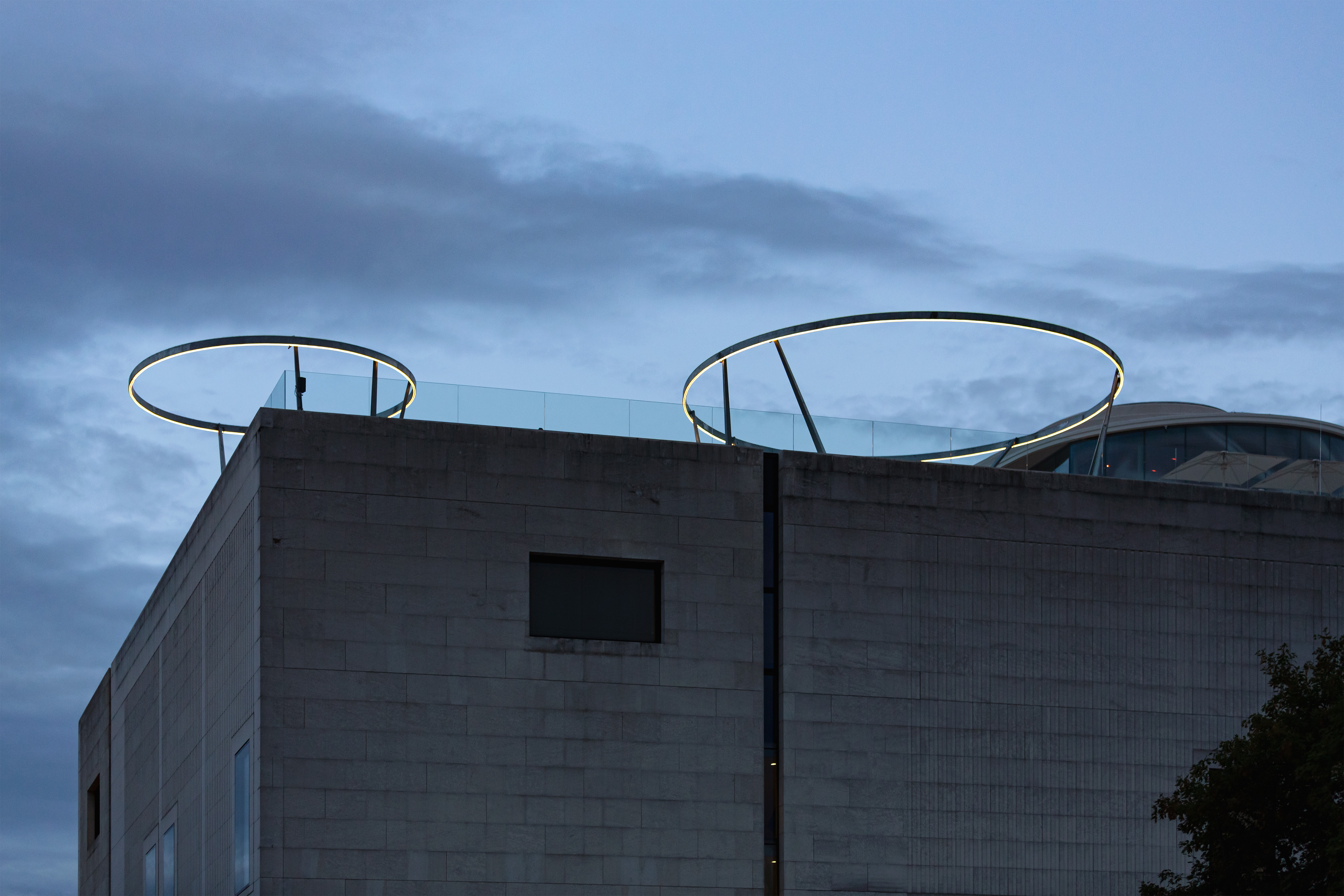
Zwei der 3 „Lichtkreise“ der Libelle, gesehen vom Innenhof des Museumsquartiers

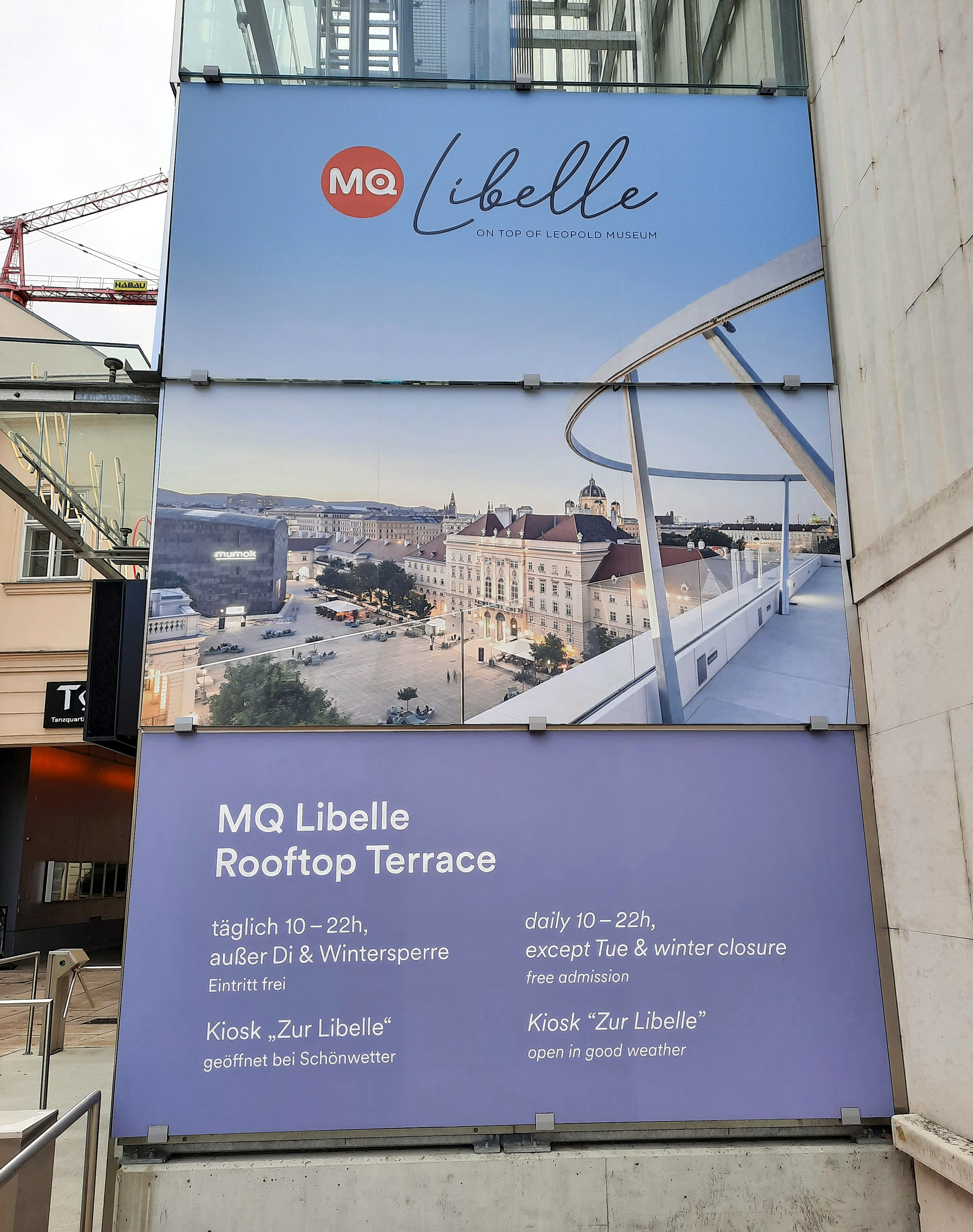
Infotafel vor den Aufzügen am Leopold Museum

Mit der MQ Libelle ist aber nicht nur das Bauwerk auf dem Dach des Leopold Museums gemeint, sondern die gesamte Terrassenlandschaft. Die Architekten Ortner & Ortner und die Künstlerinnen Brigitte Kowanz und Eva Schlegel haben das Ensemble von Architektur und Kunst als Gesamtkunstwerk angelegt. Die Gesamtfläche der MQ Libelle beträgt 1.350 m², davon entfallen 970 m² auf die Terrasse und 383 m² auf das Bauwerk, welches eine Raumhöhe von 4 Metern hat. Die Gebäudehöhe der MQ Libelle beträgt 7,69 Meter; damit beträgt die Gesamthöhe, Leopold Museum inklusive MQ Libelle, insgesamt 32,09 Meter.
Die Arbeit veiled von Eva Schlegel bildet die Außenhaut der MQ Libelle und besteht aus 60 künstlerisch bearbeiteten Glasscheiben, die mit rund 2,35 Millionen Punkten versehen sind und dem Titel entsprechend die Wirkung eines Schleiers haben, der sich über die Glasflächen legt. An den vertikalen Glasstößen sind 250 Vollglaskegel befestigt, welche insgesamt die Anmutung eines Stachelkleides verleihen. Brigitte Kowanz schuf mit ihrer Arbeit „Lichtkreise“ drei Beleuchtungskörper für die Terrasse. Die drei stählernen Ringe, an deren Unterseite Lichtbänder angebracht sind, haben Durchmesser von je 13,5 Metern, 10,5 Metern und 8,4 Metern. Sie ruhen auf schrägen Stützen, was ihnen einen schwebenden Charakter verleiht. Zwei der drei Lichtkreise ragen über die Dachkante hinaus. In ihrer Gesamtheit ergeben sie eine Spiegelung des Grundrisses der MQ Libelle.

## Nutzungszweck und Zugänglichkeit
Die MQ Libelle ist zu fixen Öffnungszeiten und außerhalb einer Winterpause kostenlos für Besucher des MuseumsQuartiers Wien zugänglich. Sie dient als Ort für kulturelle Veranstaltungen, Erholungsort und Aussichtsplattform. Sie wird von der MuseumsQuartier Errichtungsgesellschaft bespielt und von dieser auch für Vermietungen genutzt. Erreicht werden kann die MQ Libelle über zwei Außenlifte.

## Geschichte
Im Jahr 2007 fertigte Architekt Laurids Ortner auf die Idee des kaufmännischen Direktors des Leopold Museums, Peter Weinhäupl, hin eine Studie für einen architektonischen Aufbau auf dem Dach des Leopold Museums an. In den folgenden Jahren schufen Laurids und Manfred Ortner Entwürfe für ein Baukunstwerk, welche das MuseumsQuartier in Dachhöhe erweitern sollte, und entwickelten die MQ Libelle im Zusammenspiel mit permanenten Interventionen der Künstlerinnen Brigitte Kowanz und Eva Schlegel. Am 7. April 2014 stellte MQ Direktor Christian Strasser gemeinsam mit Laurids Ortner, Brigitte Kowanz und Eva Schlegel, Bundesminister Josef Ostermayer und Kulturstadtrat Andreas Mailath-Pokorny die Pläne für die Realisierung der MQ Libelle im Rahmen einer Pressekonferenz erstmals der Öffentlichkeit vor.
Zwischen 2014 und 2018 fanden Adaptierungen der Baupläne sowie die Vorbereitungen für die Bauarbeiten auf dem Dach des Leopold Museums statt. Das ursprünglich vorgestellte Modell sah ein zweistöckiges Bauwerk mit Restaurant vor, welches in der Folge auf einen Stock redimensioniert wurde. Anstatt eines anfangs geplanten Indoor-Restaurants befindet sich im finalen Entwurf ein Gastronomiekiosk auf der Terrasse, der von den Betreibern des Café Leopold betreut wird.
Die Konzeption für die Lichtinstallation von Brigitte Kowanz bestand anfangs aus einem Lichtband und wurde zu Lichtringen adaptiert, welche die Gebäudeachsen der MQ Libelle spiegeln.
Der Baubeginn richtete sich zeitlich nach dem Ausstellungsprogramm des Leopold Museums, das im Jahr 2017 noch volle Kapazitäten benötigte, um mehrere große Jubiläumsausstellungen auszurichten und wurde für Herbst 2018 festgesetzt. Im August 2018 erfolgte der Spatenstich auf dem Dach des Leopold Museums durch MQ Direktor Christian Strasser, Kulturminister Gernot Blümel und die Wiener Kulturstadträtin Veronica Kaup-Hasler. Vor den eigentlichen Bauarbeiten wurde das Dach des Leopold Museums saniert.
Im Frühsommer 2019 begann die Installation der künstlerischen Intervention Lichtkreise von Brigitte Kowanz. Anfang Juli 2019 stand der Rohbau und das Dach war fertiggestellt. MQ Direktor Christian Strasser beging mit den Bauverantwortlichen der Firma Granit sowie mit Leopold Museum Direktor Hans-Peter Wipplinger, Architekt Laurids Ortner, den Künstlerinnen Brigitte Kowanz und Eva Schlegel sowie der Wiener Kulturstadträtin Veronica Kaup-Hasler und Kunst-Sektionschef Jürgen Meindl die Gleichenfeier. Im September 2019 wurde mit der Fertigstellung der Glasfassade begonnen, welche die Künstlerin Eva Schlegel in Form ihrer permanenten Intervention veiled gestaltete.
Die MQ Libelle wurde zeitgemäß im Februar 2020 fertig gestellt. Die zunächst geplante feierliche Eröffnung war für den 21. April 2020 geplant und musste aufgrund der Covid-19-Krise und der damit verbundenen Sicherheitsmaßnahmen für die Bevölkerung auf Ende August 2020 verschoben werden. Die offizielle Eröffnung fand dann am 1. September 2020 statt; die Kosten für das „Gesamtkunstwerk“ wurden mit 7,5 Mio. Euro angegeben.